# Commandos
Commandos — серия игр испанского разработчика Pyro Studios и издателя Eidos Interactive. Во всех играх серии описываются боевые действия отряда коммандос во время Второй мировой войны. В 2018 году права на Commandos выкупила компания Kalypso Media.

## Игры серии
- Commandos: Behind Enemy Lines (1998)
- Commandos: Beyond the Call of Duty (1999)
- Commandos 2: Men of Courage (2001)
- Commandos 3: Destination Berlin (2003)
- Commandos: Strike Force (2006)
- Commandos: Origins[англ.] (2025)

## Персонажи
- Зелёный берет
- Снайпер
- Морпех
- Сапёр
- Водитель
- Шпион
- Вор